# 장연 변씨
장연 변씨(長淵邊氏)는 황해남도 장연군을 본관으로 하는 한국의 성씨이다.

## 역사
장연 변씨(長淵邊氏)는 당나라 문하습비후(門下習秘侯)로 신라에 동래하여 대아찬을 지낸 변경(邊鏡)을 시조로 하고, 그의 증손자인 변유녕(邊有寧)을 중시조로 한다. 「장연변씨갑오보(長淵邊氏甲午譜)」에 의하면 변유녕은 1138년(고려 인종16) 중문지후(中門祗侯)로 연성부원군(淵城府院君)에 봉해지고 장연(長淵)에 정착하였다고 한다.
9세손 변처후(邊處厚)가 1393년(태조(太祖) 2년) 문과에 급제하고, 조선 태조 이성계의 백형인 이원계(李元桂)의 딸과 혼인하여 1433년(세종 15년) 동지중추원사(同知中樞院事)에 올랐다.
변처후의 아들 변대해(邊大海)는 선공판사(繕工判事)를 역임하였다. 변대해의 현손인 변사정(邊士貞)이 임진왜란 때 의병장으로 활약하며, 선무원종공신(宣武原從功臣)에 녹훈되었다.

## 본관
장연(長淵)은 황해도 장연군의 지명이다. 고구려 때부터 장연으로 불리다가 1018년(고려 현종9)에 옹진(甕津)에 속하였다. 조선 태종(太宗) 때 영강현(永康縣)과 합하여 연강(淵康)으로 개칭하였다가 1416년에 다시 장연으로 환원하였다. 《세종실록지리지》에 황해도 장연현의 토성(土姓)으로 문(文)·노(盧)·장(張)·변(邊)·임(任) 5성이 기록되어 있다.

## 항렬자
| 22世   | 24世   | 25世   |
| ------ | ------ | ------ |
| 안(安) | 건(建) | 용(龍) |

## 인구
- 1985년 2,467명
- 2015년 2,490명